# 日吉稔
日吉 稔（ひよし みのる、1944年6月7日 - ）は、日本のプロゴルファー。

## 来歴
1978年の東北クラシックでは初日に最大瞬間風速18.2mの強風に苦しみながら、草壁政治・岩下吉久・安田春雄・松井利樹と並んでの5位タイでスタートした。
1978年の関東オープンでは初日に上原宏一・浅井教司・山本謙太郎・謝敏男（ 中華民国）・川田時志春・関水利晃・草壁・海老原清治・江原利次・森憲二・高井吉春・鳥沢利一・石井冨士夫と並んでの10位タイでスタートし、2日目には69をマークして2位タイに浮上。3日目には日吉定雄・浅井・謝永郁（中華民国）と並んでの3位タイとし、最終日には9番でイーグルを取り、14番で3アンダーとなって単独首位に立ったが、18番で1m足らずのバーディーパットを逃して謝敏・金井清一に並ばれる。サドンデス・プレーオフでは第一打を大きく左に引っ掛け、いきなりOBを出してダブルボギーで姿を消し、謝敏と並んで金井の2位タイ に終わる。
1978年の産報クラシックでは初日に5アンダー67をマークし、上原・陳健忠（中華民国）と並んでの5位タイでスタートした。
1979年の日本国土計画サマーズでは3日目に7アンダー290で三上法夫と共に首位タイに浮上し、最終日には74と崩れ、森・吉川一雄の追い上げを許し4位に終わった。
1979年のブリヂストントーナメントでは初日青木功・中嶋常幸・鈴木規夫・天野勝・内田繁・井上久雄・村上渉と並んでの9位タイでスタートし、1986年のNST新潟オープンを最後にレギュラーツアーから引退。